# Tibú
Tibú là một khu tự quản thuộc tỉnh Norte de Santander, Colombia. Thủ phủ của khu tự quản Tibú đóng tại Tibú Khu tự quản Tibú có diện tích  ki lô mét vuông. Đến thời điểm ngày 28 tháng 5 năm 2005, khu tự quản Tibú có dân số 34830 người.